# 中国农牧业机械总公司
中国农牧业机械总公司，是在1980年代創立，當時經營、生產和銷售農業機械產品。
後來在1997年，被中國機械工業集團有限公司收歸旗下公司，在1998年，已和當時旗下新疆联合机械(集团)有限责任公司合併，成為中國收獲機械總公司取代至今。